# Rosibel García
Rosibel García Mina (ur. 13 lutego 1981 w Jamundí) – kolumbijska lekkoatletka specjalizująca się w biegach krótko- i średniodystansowych. Dziewięciokrotna mistrzyni Ameryki Południowej, dwukrotna mistrzyni Ameryki Środkowej i Karaibów, trzykrotna złota medalistka mistrzostw ibero-amerykańskich, ośmiokrotna złota medalistka igrzysk boliwaryjskich, trzykrotna złota medalistka igrzysk Ameryki Środkowej i Karaibów oraz czterokrotna medalistka igrzysk panamerykańskich. Wielokrotna medalistka juniorskich mistrzostw regionalnych, w tym złota medalistka mistrzostw Ameryki Południowej do lat 20.
Dwukrotna uczestniczka igrzysk olimpijskich (Pekin, Londyn) oraz trzykrotna uczestniczka seniorskich mistrzostw świata.

## Przebieg kariery
W 1998 wzięła udział w juniorskich mistrzostwach Ameryki Południowej, na nich zdobyła dwa srebrne medale w konkurencjach biegu sztafet – zarówno 4 × 100 m jak i 4 × 400 m. Rok później zdobyła pierwszy w karierze złoty medal mistrzostw tej samej rangi (w sztafecie 4 × 400 m), jak również sięgnęła w tejże konkurencji po brązowy medal panamerykańskich mistrzostw juniorów w Tampie. W 2000 roku jedyny raz w karierze wystąpiła na mistrzostwach świata juniorów, w ich ramach odpadła w półfinale biegu na 400 m oraz była członkinią sztafety 4 × 400 m, która została zdyskwalifikowana w fazie eliminacji.
W 2001 roku brała udział w mistrzostwach Ameryki Południowej seniorów w Manaus, tam zdobyła srebrny medal w konkurencji biegu sztafet 4 × 400 m oraz zajęła 4. miejsce w konkurencji biegu na 800 m. Dwa lata później została dwukrotną brązową medalistką mistrzostw kontynentu, krążki wywalczyła w sztafecie 4 × 400 m, a także indywidualnie w biegu na 800 m. W 2004 roku zdobyła pierwszy w karierze medal mistrzostw ibero-amerykańskich (w sztafecie 4 × 400 m), rok później zaś zdobyła indywidualnie dwa tytuły mistrzyni Ameryki Południowej w biegu na 800 i 1500 m podczas czempionatu w Cali. Uczestniczyła w igrzyskach boliwaryjskich w Armenii, tutaj zdobyła trzy złote medale.
W 2006 roku wywalczyła pierwsze w karierze krążki igrzysk Ameryki Środkowej i Karaibów, w czasie zmagań w Cartagena de Indias García otrzymała złoto w biegu na 1500 m oraz srebro w biegu na 800 m. Rok później obroniła złoty medal mistrzostw Ameryki Południowej w konkurencji biegu na 1500 m, niedługo później sięgnęła po pierwsze w swym dorobku medale igrzysk panamerykańskich (srebro w biegu na 800 m oraz brąz w biegu na 1500 m). W 2007 roku pierwszy raz w karierze wystąpiła na seniorskich mistrzostwach globu, podczas rozgrywanych w Osace zmagań odpadła w eliminacjach biegu na 800 m.
W ramach igrzysk olimpijskich w Pekinie startowała w konkursie biegu na 800 m. Odpadła ona w półfinale, uzyskując czas 1:59,38 (nowy rekord kraju), z którym uplasowała się na 5. miejscu w swojej grupie oraz na 14. miejscu wśród wszystkich półfinalistek.
W latach 2009-2011 zdobywała tytuły mistrzowskie na różnych regionalnych imprezach lekkoatletycznych, w tym czterokrotnie zdobyła złoty medal seniorskich mistrzostw Ameryki Południowej (podczas zmagań w 2009 i 2011 roku) – złote krążki zdobywała w konkurencjach biegu na 800 oraz 1500 m. Była także uczestniczką mistrzostw świata w Berlinie i Daegu, w żadnym z występów nawet nie dostała się do finału.
Podczas igrzysk olimpijskich w Londynie także brała udział w konkursie biegu na 800 m. Ponownie odpadła w półfinale, uzyskała w tej fazie czas 2:00,16 tym razem plasujący zawodniczkę na 3. miejscu w grupie (do awansu zabrakło Kolumbijce 0,71 sekundy).
W 2013 roku zdobyła piąty z rzędu tytuł mistrzyni Ameryki Południowej w biegu na 1500 m. Pod koniec swej kariery startowała głównie na dystansie 1500 m – ostatnim medalem Kolumbijki wywalczonym na kontynentalnej imprezie lekkoatletycznej był brązowy medal zdobyty w tejże konkurencji podczas igrzysk Ameryki Środkowej i Karaibów rozgrywanych w Barranquilli. Po raz ostatni w zawodach lekkoatletycznych wystąpiła w listopadzie 2019 roku w ramach igrzysk narodowych w Cartagena de Indias, tutaj zdobyła tytuł wicemistrzowski w biegu na 800 i 1500 m.

## Osiągnięcia
| Rok     | Zawody                                   | Miasto              | Miejsce | Konkurencja        | Wynik     |
| ------- | ---------------------------------------- | ------------------- | ------- | ------------------ | --------- |
| 1998    | Mistrzostwa Ameryki Południowej juniorów | Córdoba             | srebro  | sztafeta 4 × 100 m | 47,27     |
| 1998    | Mistrzostwa Ameryki Południowej juniorów | Córdoba             | srebro  | sztafeta 4 × 400 m | 3:51,30   |
| 1999    | Mistrzostwa panamerykańskie juniorów     | Tampa               | 4.      | sztafeta 4 × 100 m | 46,17     |
| 1999    | Mistrzostwa panamerykańskie juniorów     | Tampa               | brąz    | sztafeta 4 × 400 m | 3:44,79   |
| 1999    | Mistrzostwa Ameryki Południowej juniorów | Concepción          | brąz    | bieg na 800 m      | 2:07,56   |
| 1999    | Mistrzostwa Ameryki Południowej juniorów | Concepción          | złoto   | sztafeta 4 × 400 m | 3:44,40   |
| 2000    | Mistrzostwa świata juniorów              | Santiago            | 8. SF   | bieg na 400 m      | 56,09     |
| 2000    | Mistrzostwa świata juniorów              | Santiago            | DSQ H   | sztafeta 4 × 400 m | N/A       |
| 2001    | Mistrzostwa Ameryki Południowej          | Manaus              | 4.      | bieg na 800 m      | 2:07,42   |
| 2001    | Mistrzostwa Ameryki Południowej          | Manaus              | srebro  | sztafeta 4 × 400 m | 3:40,27   |
| 2001    | Igrzyska boliwaryjskie                   | Ambato              | srebro  | bieg na 800 m      | 2:08,97   |
| 2003    | Mistrzostwa Ameryki Południowej          | Barquisimeto        | brąz    | bieg na 800 m      | 2:02,84   |
| 2003    | Mistrzostwa Ameryki Południowej          | Barquisimeto        | brąz    | sztafeta 4 × 400 m | 3:41,05   |
| 2003    | Igrzyska panamerykańskie                 | Santo Domingo       | 6. SF   | bieg na 800 m      | 2:08,08   |
| 2004    | Mistrzostwa ibero-amerykańskie           | Huelva              | 6.      | bieg na 800 m      | 2:04,07   |
| 2004    | Mistrzostwa ibero-amerykańskie           | Huelva              | brąz    | sztafeta 4 × 400 m | 3:33,95   |
| 2005    | Mistrzostwa Ameryki Południowej          | Cali                | złoto   | bieg na 800 m      | 2:03,28   |
| 2005    | Mistrzostwa Ameryki Południowej          | Cali                | złoto   | bieg na 1500 m     | 4:29,63   |
| 2005    | Mistrzostwa Ameryki Południowej          | Cali                | srebro  | sztafeta 4 × 400 m | 3:36,95   |
| 2005    | Igrzyska boliwaryjskie                   | Armenia             | złoto   | bieg na 800 m      | 2:01,57   |
| 2005    | Igrzyska boliwaryjskie                   | Armenia             | złoto   | bieg na 1500 m     | 4:29,16   |
| 2005    | Igrzyska boliwaryjskie                   | Armenia             | złoto   | sztafeta 4 × 400 m | 3:35,25   |
| 2006    | Mistrzostwa ibero-amerykańskie           | Ponce               | złoto   | bieg na 800 m      | 2:01,62   |
| 2006    | Mistrzostwa ibero-amerykańskie           | Ponce               | srebro  | sztafeta 4 × 400 m | 3:37,71   |
| 2006    | Igrzyska Ameryki Środkowej i Karaibów    | Cartagena de Indias | srebro  | bieg na 800 m      | 2:05,78   |
| 2006    | Igrzyska Ameryki Środkowej i Karaibów    | Cartagena de Indias | złoto   | bieg na 1500 m     | 4:18,29   |
| 2007    | Mistrzostwa Ameryki Południowej          | São Paulo           | DNF     | bieg na 800 m      | N/A       |
| 2007    | Mistrzostwa Ameryki Południowej          | São Paulo           | złoto   | bieg na 1500 m     | 4:20,36   |
| 2007    | Mistrzostwa Ameryki Południowej          | São Paulo           | srebro  | sztafeta 4 × 400 m | 3:43,52   |
| 2007    | Igrzyska panamerykańskie                 | Rio de Janeiro      | srebro  | bieg na 800 m      | 2:00,02   |
| 2007    | Igrzyska panamerykańskie                 | Rio de Janeiro      | brąz    | bieg na 1500 m     | 4:15,78   |
| 2007    | Mistrzostwa świata                       | Osaka               | 5. H    | bieg na 800 m      | 2:02,86   |
| 2008    | Mistrzostwa Ameryki Środkowej i Karaibów | Cali                | złoto   | bieg na 800 m      | 2:05,9h   |
| 2008    | Mistrzostwa Ameryki Środkowej i Karaibów | Cali                | złoto   | bieg na 1500 m     | 4:24,62   |
| 2008    | Igrzyska olimpijskie                     | Pekin               | 5. SF   | bieg na 800 m      | 1:59,38   |
| 2009    | Mistrzostwa Ameryki Południowej          | Lima                | złoto   | bieg na 800 m      | 2:05,21   |
| 2009    | Mistrzostwa Ameryki Południowej          | Lima                | złoto   | bieg na 1500 m     | 4:20,30   |
| 2009    | Mistrzostwa świata                       | Berlin              | 4. H    | bieg na 800 m      | 2:04,73   |
| 2009    | Igrzyska boliwaryjskie                   | Sucre               | złoto   | bieg na 800 m      | 2:10,00   |
| 2009    | Igrzyska boliwaryjskie                   | Sucre               | złoto   | bieg na 1500 m     | 4:45,66   |
| 2010    | Igrzyska Ameryki Środkowej i Karaibów    | Mayagüez            | złoto   | bieg na 800 m      | 2:03,77   |
| 2010    | Igrzyska Ameryki Środkowej i Karaibów    | Mayagüez            | złoto   | bieg na 1500 m     | 4:21,17   |
| 2011    | Mistrzostwa Ameryki Południowej          | Buenos Aires        | złoto   | bieg na 800 m      | 2:04,76   |
| 2011    | Mistrzostwa Ameryki Południowej          | Buenos Aires        | złoto   | bieg na 1500 m     | 4:22,18   |
| 2011    | Mistrzostwa świata                       | Daegu               | 4. SF   | bieg na 800 m      | 2:00,79   |
| 2011    | Igrzyska panamerykańskie                 | Guadalajara         | brąz    | bieg na 800 m      | 2:04,45   |
| 2011    | Igrzyska panamerykańskie                 | Guadalajara         | srebro  | bieg na 1500 m     | 4:26,78   |
| 2012    | Mistrzostwa ibero-amerykańskie           | Barquisimeto        | złoto   | bieg na 800 m      | 2:03,00   |
| 2012    | Igrzyska olimpijskie                     | Londyn              | 3. SF   | bieg na 800 m      | 2:00,16   |
| 2013    | Mistrzostwa Ameryki Południowej          | Cartagena de Indias | złoto   | bieg na 800 m      | 2:02,45   |
| 2013    | Mistrzostwa Ameryki Południowej          | Cartagena de Indias | złoto   | bieg na 1500 m     | 4:15,84 = |
| 2013    | Mistrzostwa Ameryki Południowej          | Cartagena de Indias | srebro  | sztafeta 4 × 400 m | 3:36,29   |
| 2013    | Igrzyska boliwaryjskie                   | Trujillo            | złoto   | bieg na 800 m      | 2:01,98   |
| 2013    | Igrzyska boliwaryjskie                   | Trujillo            | złoto   | bieg na 1500 m     | 4:09,75   |
| 2013    | Igrzyska boliwaryjskie                   | Trujillo            | złoto   | sztafeta 4 × 400 m | 3:34,35   |
| 2016    | Mistrzostwa ibero-amerykańskie           | Rio de Janeiro      | złoto   | bieg na 800 m      | 2:07,06   |
| 2017    | Mistrzostwa Ameryki Południowej          | Asunción            | srebro  | bieg na 1500 m     | 4:21,81   |
| 2017    | Igrzyska boliwaryjskie                   | Santa Marta         | srebro  | bieg na 1500 m     | 4:18,35   |
| 2018    | Igrzyska Ameryki Południowej             | Cochabamba          | 5.      | bieg na 1500 m     | 4:40,25   |
| 2018    | Igrzyska Ameryki Środkowej i Karaibów    | Barranquilla        | brąz    | bieg na 1500 m     | 4:23,43   |
| 2018    | Mistrzostwa ibero-amerykańskie           | Trujillo            | 7.      | bieg na 1500 m     | 4:38,21   |
| 2019    | Mistrzostwa Ameryki Południowej          | Lima                | 5.      | bieg na 1500 m     | 4:29,81   |
| Źródło: |                                          |                     |         |                    |           |

W latach 2003-2018 zdobyła łącznie piętnaście złotych medali mistrzostw kraju, zdecydowaną większość zdobyła w konkurencjach biegu na 800 i 1500 m.

## Rekordy życiowe
- bieg na 400 m – 53,46 (24 maja 2003, Bogota)
- bieg na 800 m – 1:59,38 (16 sierpnia 2008, Pekin)
- bieg na 1500 m – 4:09,75 (26 listopada 2013, Trujillo)
- sztafeta 4 × 400 m – 3:34,35 (29 listopada 2013, Trujillo)

Źródło: 